# Cruz das Almas (kommun)
Cruz das Almas är en kommun i Brasilien.   Den ligger i delstaten Bahia, i den östra delen av landet, 1 000 km öster om huvudstaden Brasília. Antalet invånare är 58 584.
Följande samhällen finns i Cruz das Almas:
- Cruz das Almas

Omgivningarna runt Cruz das Almas är en mosaik av jordbruksmark och naturlig växtlighet. Runt Cruz das Almas är det ganska tätbefolkat, med 70 invånare per kvadratkilometer.